# Grebnice
Grebnice är ett samhälle i Bosnien och Hercegovina.   Det ligger i entiteten Federationen Bosnien och Hercegovina, i den nordöstra delen av landet, 130 km norr om huvudstaden Sarajevo. Grebnice ligger 83 meter över havet och antalet invånare är 935.
Terrängen runt Grebnice är mycket platt. Närmaste större samhälle är Gradačac, 19,6 km söder om Grebnice. 
Trakten runt Grebnice består till största delen av jordbruksmark. Runt Grebnice är det ganska tätbefolkat, med 67 invånare per kvadratkilometer.